# 慶應義塾幼稚舎の人物一覧
慶應義塾幼稚舎の人物一覧（けいおうぎじゅくようちしゃのじんぶついちらん）は、慶應義塾幼稚舎（慶應義塾童子寮、慶應義塾童子局含む）の主な学校関係者・教職員・出身者の人物一覧。

## 舎長・教職員
- 和田義郎 - 紀州藩士、和田塾主催者、初代幼稚舎長（明治7年 - 明治25年）
- 早川政太郎 - 第2代監事（明治25年 - 明治26年）、台湾総督府専売局長。
- 坂田実 - 第3代舎長（明治26年 - 明治30年）、坂田警軒の弟。日本銀行出納局長、豊国銀行頭取。
- 森常樹 - 第4代舎長（明治30年 - 大正8年）、熊本藩士。
- 小林澄兄 - 第5代主任（大正8年 - 大正5年）、日本教育学会創設、国際新教育協会創設。
- 山崎恒吉 - 第6代主任（大正15年 - 昭和3年）、中国語学者。
- 小柴三郎 - 第7代主任（昭和3年 - 昭和13年）、慶應義塾體育會柔道部長。
- 清岡映一 - 第8代主任（昭和13年 - 昭和21年）、ダグラス・マッカーサー通訳。
- 佐原六郎 - 第9代舎長（昭和21年（1946年）4月1日 - 昭和22年（1947年）3月31日）、慶應義塾大学名誉教授。
- 吉田小五郎 - 第10代舎長（昭和22年 - 昭和31年） - 歴史学者。
- 中山一義 - 第11代舎長（昭和31年 - 昭和35年）
- 内田英二 - 第12代舎長（昭和35年 - 昭和41年）
- 林佐一 - 第13代舎長（昭和41年 - 昭和45年）
- 内田英二 - 第14代舎長（昭和45年 - ） - 2期目。
- 森林貴彦 - 幼稚舎教諭、慶應義塾高等学校硬式野球部監督

## 出身者

### 戦前

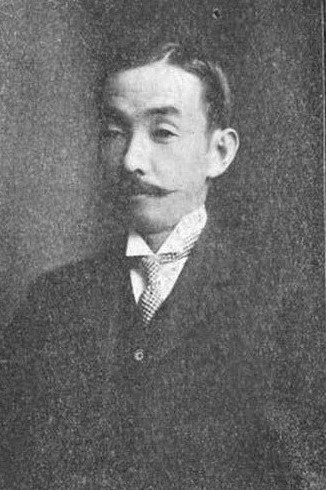
武智直道

- 血脇守之助（日本歯科医師会会長、東京歯科大学創設者）
- 荘田泰蔵（三菱重工業副社長、日本航空機製造社長）
- 小早川四郎（男爵、宮中顧問官）
- 鹿島房次郎（第4代神戸市長、川崎造船所社長）
- 大谷光勝（伯爵、東本願寺第21代法主）
- 岡本癖三酔（俳人）
- 大倉喜七郎（男爵、帝国ホテル会長）
- 井上五郎（中部電力初代社長）
- 朝吹常吉（三越社長、日本庭球協会創立者）
- 岩村透（男爵、東京美術学校教授、白馬会、国民美術協会設立者）
- 土屋光金（男爵、海軍中将）
- 井田磐楠（男爵、大政翼賛会常任総務）
- 山本英輔（海軍大将）
- 永田泰次郎（海軍中将）
- 牛原陽一（海軍少尉、映画監督）
- 朽木綱貞（子爵、陸軍少将）
- 佐々木正五（慶大名誉教授、日本細菌学会理事長、国際無菌生物学会初代会長）
- 蘆野敬三郎（海軍大学校教授、理学博士）
- 大村徳敏（子爵）
- 松平康荘（侯爵、大日本農会会頭）
- 陸奥廣吉（伯爵）
- 九鬼隆輝（子爵）
- 今城定政（子爵）
- 本多忠鋒（子爵）
- 岡田平太郎（宮内省式部官）
- 森村開作（森村財閥総帥）
- 大倉和親（日本陶器、東洋陶器社長 / 森村財閥系企業社長）
- 廣澤金次郎（伯爵、官吏、政治家、実業家）
- 堀江帰一（経済学者、慶應義塾大学部理財科教授）
- 高野岩三郎（統計学者、社会運動家、日本放送協会第5代会長）
- 川村鉄太郎（伯爵 / 川村純義の子）
- 加納友之介（官吏、住友銀行理事）
- 渡邊千冬（枢密顧問官、司法大臣）
- 大河内正敏（子爵、物理学者）
- 中島久万吉（男爵、実業家）
- 南部利克（子爵）
- 黒田長成（侯爵、枢密顧問官）
- 毛利五郎（男爵）
- 今村繁三（銀行家）
- 岩崎久弥（三菱財閥3代目当主 / 岩崎家）
- 森恪（政治家 /「日本のセシル・ローズ」、東京商工中へ）
- 益田太郎冠者（男爵、貴族院議員 / 益田孝の子、府立一中へ）
- 植村甲午郎（経団連会長 / 明治39年卒、府立一中へ）
- 武藤絲治（カネボウ社長 / 武藤山治の子）
- 柳満珠雄（三井銀行頭取）
- 神谷健一（三井銀行社長）
- 梁瀬次郎（ヤナセ2代目社長 / 梁瀬長太郎の子）
- 武田長兵衛（タケダ2代目）
- 小菅丹治（伊勢丹3代目社長）
- 岡崎真一（同和火災2代目 / 岡崎財閥）
- 長與又郎（東大総長、医学部長 / 正則中へ）
- 桜内義雄（衆議院議長）
- 獅子文六（作家）
- 高木文雄（大蔵事務次官、国鉄総裁）
- 林屋辰三郎（歴史学者）
- 藤山愛一郎（外相、藤山コンツェルン総帥、元日商会頭、初代日本航空会長 / 通称「絹のハンカチーフ」）
- 立作太郎（法学博士）
- 藤山一郎（歌手）
- 牧野直隆（高野連会長、野球殿堂）
- 南博（一橋大名誉教授）
- 岡本太郎（画家）
- 伊藤雄之助（俳優）
- 亀井孝（一橋大名誉教授）
- 山川方夫（作家）
- 朝吹三吉（フランス文学者）
- 駒井哲郎（版画家）
- 野口冨士男（作家）
- 内村直也（劇作家）
- 千家元麿（詩人）
- 芥川隆行（ナレーター、フリーアナウンサー）
- 小此木啓吾（医学者）

### 戦後
- あえば浩明（政治評論家、幸福実現党初代党首）[要出典]
- 青井実（NHKアナウンサー、丸井創業者青井忠治の孫）[要出典]
- 朝吹真理子（芥川賞作家、朝吹英二の玄孫）[要出典]
- 梓真悠子（タレント、加山雄三の子）[要出典]
- 麻生泰（麻生セメント社長、妹に寬仁親王妃信子、麻生太郎の弟、吉田茂の孫）[要出典]
- 麻生巌（麻生社長、麻生泰の子）[要出典]
- 安西祐一郎（元慶應義塾長、工学者）[要出典]
- 生田久貴（元ラグビー選手、ミクニ代表取締役社長）[要出典]
- 池上真麻（ライフスタイルコーディネーター）[要出典]
- 池上紗織（料理研究家）[要出典]
- 池田尊弘（学校法人創価学園主事、池田大作の子）[要出典]
- 池端えみ（女優、加山雄三の子）[要出典]
- 石原延啓（画家、石原慎太郎の子）[要出典]
- 石原宏高（衆議院議員、同上）[要出典]
- 石原良純（俳優、タレント、気象予報士、同上）[要出典]
- 市川右近 (2代目)（歌舞伎役者）[要出典]
- 伊藤公平（慶應義塾大学理工学部教授、物理学者、慶應義塾長、初代伊藤忠兵衛の来孫）[要出典]
- 伊藤信太郎（衆議院議員）[要出典]
- 糸川正晃（衆議院議員、ファイナンシャル・プランナー）[要出典]
- 犬丸治（歌舞伎評論家）[要出典]
- 井上絵美（料理研究家 / 聖心女子学院へ）[要出典]
- 井上貴博 （TBSアナウンサー）[要出典]
- 上田昭夫（慶應義塾體育會蹴球部元監督）[要出典]
- 上原茂（大正製薬代表取締役社長）[要出典]
- UZI（ヒップホップミュージシャン）[要出典]
- 内野泰輔（フジテレビアナウンサー）[要出典]
- 梅田晴夫（劇作家、小説家、随筆家）[要出典]
- 梅田望夫（経営コンサルタント）[要出典]
- 梅田みか（脚本家）[要出典]
- 牛場潤一（慶應義塾大学理工学部生命情報学科准教授）[要出典]
- 遠藤龍之介（フジテレビジョン取締役副会長、フジ・メディア・ホールディングス取締役副会長、遠藤周作の息子）[1]
- 大塚雄三（歌手）[要出典]
- 大橋莉子（作詞家、作曲家、編曲家）[要出典]
- 小佐野彈（歌人、小説家、実業家）[要出典]
- 越智隆雄（衆議院議員）[要出典]
- 笠原慶久（肥後銀行代表取締役頭取、九州フィナンシャルグループ社長）[要出典]
- 加瀬邦彦（ミュージシャン）[要出典]
- 片岡周子（小説家）[要出典]
- 金子郁容（元慶應義塾幼稚舎長、慶應義塾大学教授）[要出典]
- 加山徹（旧名：山下徹大。俳優、加山雄三の子）[要出典]
- 神谷百子（マリンバ奏者）[要出典]
- 川口浩（俳優、川口松太郎の長男）[要出典]
- 川口恒（元俳優、川口松太郎の次男）[要出典]
- 川久保玲（ファッションデザイナー）[要出典]
- 川島裕（侍従長、元外務事務次官）[要出典]
- 川添象郎（音楽プロデューサー）[要出典]
- 川鍋一朗（日本交通株式会社代表取締役会長）[要出典]
- 河野明子（元テレビ朝日アナウンサー）[要出典]
- 岸信夫（衆議院議員、防衛大臣、岸信介の孫）[要出典]
- 木村太郎（キャスター）[2]
- 草野厚（慶應義塾大学教授、コメンテーター）[要出典]
- 小林陽太郎（富士ゼロックス会長、経済同友会終身幹事）[要出典]
- 近藤夏子（TBSアナウンサー）[要出典]
- 坂井利彰（慶應義塾大学専任講師・體育會庭球部監督）[要出典]
- 桜井順（作曲家、作詞家）[要出典]
- 櫻井翔（アイドル・嵐）[要出典]
- 迫本淳一（松竹株式会社代表取締役社長、弁護士）[要出典]
- 佐藤翔馬（競泳選手）[要出典]
- 佐藤義朗（日本テレビアナウンサー）[要出典]
- 椎木里佳（実業家、タレント）[要出典]
- 柴崎竜人（小説家、脚本家）[要出典]
- 鹿内春雄（フジサンケイグループ2代目議長）[要出典]
- 柴本幸（女優）[要出典]
- 白子未祐（女子ラグビー選手）[要出典]
- 菅原正豊（ハウフルス代表取締役社長）[要出典]
- 杉山顕太郎（旧ナレッジパーク創業者）
- 炭谷宗佑（元日本テレビアナウンサー）[要出典]
- ZEEBRA（ラッパー、横井英樹の孫）[要出典]
- 千住明（作曲家、千住鎮雄の子）[要出典]
- 千住博（日本画家、同上）[要出典]
- 千住真理子（ヴァイオリニスト、同上）
- 園原ゆかり（モデル、タレント）[要出典]
- Taka（ONE OK ROCK・Vocal、森進一・森昌子の長男）[要出典]
- 高木ゑみ（料理研究家）[要出典]
- 高田茉莉亜（馬術選手）[要出典]
- 高野真太郎（ミュージシャン）[要出典]
- 高橋治則（東京協和信用組合元理事長、元イ・アイ・イ・インターナショナル社長）[要出典]
- 竹田恆和（JOC日本オリンピック委員会元会長）[要出典]
- 竹田恒泰（評論家、竹田恆和の子）[要出典]
- 武見敬三（参議院議員、武見太郎の子）
- 玉塚元一（ロッテホールディングス代表取締役社長、元株式会社ファーストリテイリング代表取締役社長兼COO、元株式会社ローソン代表取締役会長CEO）[3]
- TAROかまやつ（歌手、元フジテレビ社員）[要出典]
- 丹治辰碩（ラグビー選手）[要出典]
- 近田春夫（作曲家）[要出典]
- DJ OASIS （DJ、ラッパー）[要出典]
- 辻雄康（ラグビー選手）[要出典]
- 寺本圭一（歌手、作曲家、音楽プロデューサー）[要出典]
- 遠山公一（慶應義塾大学文学部教授）[要出典]
- 遠山正道（株式会社スマイルズ代表取締役社長）[要出典]
- 遠山元道（慶應義塾大学理工学部情報工学科開放環境科学専攻情報工学専修教授）[要出典]
- 堂本正樹（劇作家、演出家、演劇評論家）[要出典]
- 徳川斉正（水戸徳川家第15代当主）[要出典]
- 都倉賢（Jリーガー）[要出典]
- 冨田勝（慶應義塾大学環境情報学部長）[要出典]
- 冨田賢（サッカー指導者）[要出典]
- 友岡克彦（有機化学者、九州大学教授）[要出典]
- 友岡賛（会計学者、慶應義塾大学商学部教授）[要出典]
- 外山惠理（TBSアナウンサー）[要出典]
- 永井均（哲学者）[要出典]
- 長島昭久（政治家）[要出典]
- 中島洋次郎（元衆議院議員、中島知久平の孫）[要出典]
- 中曽根康隆（衆議院議員、中曽根康弘の孫）[4]
- 中村晃（元北海道国際航空社長・会長、元ヴァージン・アトランティック航空日本支社長）
- 中村鴈治郎 (4代目)（歌舞伎役者）[要出典]
- 中村扇雀 (3代目)（歌舞伎役者）[要出典]
- 中村壱太郎（歌舞伎役者）[要出典]
- 中村萬壽（歌舞伎役者）[要出典]
- 中村錦之助 (2代目)（歌舞伎役者）[要出典]
- 中村時蔵 (6代目)（歌舞伎役者）[要出典]
- 中村萬太郎（歌舞伎役者）[要出典]
- 中村時広（愛媛県知事）[要出典]
- 中村紘子（ピアニスト）[要出典]
- 中村光宏（フジテレビアナウンサー）[要出典]
- 中山貴雄（テレビ朝日アナウンサー）[要出典]
- 成毛滋（ギタリスト）[要出典]
- 西岡信雄（大阪音楽大学学長、音楽人類学者）[要出典]
- 二谷友里恵（元女優、実業家）[要出典]
- 二村ヒトシ（AV監督）[要出典]
- 根本美緒（フリーアナウンサー、気象予報士）[要出典]
- 野澤武史（元ラグビー選手、山川出版社代表取締役社長）[要出典]
- 橋本百蔵（月光荘創業者）[要出典]
- 永夏子（女優）[要出典]
- 東久邇信彦（旧皇族、盛厚王第一子、新潟県長岡市名誉顧問）[要出典]
- 一橋忠之（NHKアナウンサー）[要出典]
- 廣瀨隆太 (プロ野球選手)
- 福澤克雄（TBSディレクター、演出家、映画監督、福澤諭吉の玄孫）[要出典]
- 福澤幸雄（モデル、カーレーサー、福澤諭吉の曾孫）[要出典]
- 福澤武（三菱地所名誉顧問）[要出典]
- 藤山太一郎（フジテレビジョンスポーツ局ゼネラルプロデューサー）[要出典]
- 古舘佑太郎（俳優、歌手）[5]
- 星麻琴（NHKアナウンサー）[要出典]
- 細田隼都（ラグビー選手）[要出典]
- 細田善彦（俳優 / 榮太樓總本鋪の次男）[要出典]
- 松岡修造（元テニス選手、タレント、小林一三の曾孫）[要出典]
- 松岡瑠夢（プロサッカー選手）[要出典]
- 松野未佳（2016年度ミス日本グランプリ受賞者）[要出典]
- 松任谷正隆（作曲家）[6]
- 三毛兼承（株式会社三菱UFJフィナンシャル・グループ執行役会長）[要出典]
- 三保敬太郎（作曲家、編曲家、ジャズピアニスト、レーシングドライバー、俳優、映画監督）[要出典]
- 峰岸慎一（文化放送会長 / 加山雄三の同期親友）
- 壬生基博（盛厚王の次男、昭和天皇・香淳皇后の孫、山階鳥類研究所理事長）[要出典]
- 三宅恵介（テレビディレクター）[要出典]
- 宮下啓三（慶應義塾大学法学部、帝京大学教授、独文学者）[要出典]
- 深山尚久（ヴァイオリニスト）[要出典]
- 村中暖奈（女優）[要出典]
- 村林裕（東京フットボールクラブ元代表取締役社長）[要出典]
- 持田昌典（ゴールドマン・サックス日本法人社長）[要出典]
- 森泉（モデル、タレント、森英恵の孫）[要出典]
- 森研（ファッションサイトWWD編集長、同上）[要出典]
- 森星（モデル、タレント、同上）[要出典]
- 森勉（ファッションデザイナー、同上）[要出典]
- 山本龍彦（慶應義塾大学法務研究科教授）[要出典]
- YUKA (moumoon)（歌手）[要出典]
- 芳沢光雄（数学者）[要出典]
- 吉村妃鞠（ヴァイオリニスト）[要出典]
- 陵あきの（元宝塚歌劇団宙組）[要出典]
- 若杉弘（指揮者）[要出典]
- 渡辺有三（ミュージシャン、音楽プロデューサー）[要出典]
- 渡辺陽子（ファッションデザイナー）[要出典]